# Pectinidiscus annae
Pectinidiscus annae är en sjöstjärneart som beskrevs av Ludwig 1900. Pectinidiscus annae ingår i släktet Pectinidiscus och familjen Goniopectinidae. Inga underarter finns listade i Catalogue of Life.